# 哈剌苦出
哈剌苦出（？—1453年），又作哈尔固楚克（Kharghochok），阿寨台吉的孙子，蒙古大汗阿噶巴尔济的儿子，达延汗的祖父。
跟随伯父大汗脱脱不花与瓦剌联合，对抗东蒙古的阿鲁台太师和阿台。娶也先之女齐齐克妣吉为妻。1451年，脱脱不花与也先决裂，他帮助脱脱不花击败也先。阿噶巴尔济受到也先的诱惑，离开脱脱不花，他极力劝阻。脱脱不花败亡，阿噶巴尔济成为大汗。哈剌苦出劝阿噶巴尔济不要把济农的称号授予也先，也被拒绝。1453年，掌权的太师也先杀死阿噶巴尔济，自称大元天圣可汗。哈剌苦出逃亡到东察合台汗国，在托克莫克被一家富人之弟杀害，留有遗腹子巴彦蒙克（达延汗的父亲）。